# T-Mobile Center
T-Mobile Center, anteriormente conhecido como Sprint Center, é uma grande arena multi-uso dos Estados Unidos, localizada no centro de Kansas City, Missouri. O edifício está situado entre a 14th Street e a Grand Boulevard, no lado leste de Kansas City Power & Light District. O parceiro de direitos de nome da arena era a empresa de telecomunicações Sprint, cuja sede está em Overland Park, Kansas. Possui capacidade de 17 927 pessoas para partidas de futebol americano de arena, 18 972 para basquetebol, 17 544 para jogos de hóquei no gelo e 19 252 para apresentações musicais.
Em abril de 2020, a empresa de telefonia móvel T-Mobile US assumiu os naming rights do ginásio após uma fusão com a Sprint Corporation.